# Episodi de L'ispettore Derrick (seconda stagione)
La seconda stagione della serie televisiva L'ispettore Derrick, composta da 12 episodi, è stata trasmessa in Germania dal 12 gennaio al 14 dicembre 1975 sul canale ZDF.
| nº Prima TV Germania | nº di Produzione | nº Stagione x nº Episodio | Titolo originale         | Titolo italiano                    | Prima TV Germania | Prima TV Italia  | Anno Produzione |
| -------------------- | ---------------- | ------------------------- | ------------------------ | ---------------------------------- | ----------------- | ---------------- | --------------- |
| 4                    | 1                | 02x01                     | Mitternachtsbus          | Pullman di mezzanotte              | 12 gennaio 1975   | 26 ottobre 1983  | 1973            |
| 5                    | 12               | 02x02                     | Tod am Bahngleis         | L'ultima corsa da Monaco           | 9 febbraio 1975   | 21 ottobre 1983  | 1974            |
| 6                    | 10               | 02x03                     | Nur Aufregungen für Rohn | Il nostro amico Rohn               | 9 marzo 1975      | 15 ottobre 1983  | 1974            |
| 7                    | 6                | 02x04                     | Madeira                  | Madera                             | 6 aprile 1975     | 8 febbraio 1979  | 1974            |
| 8                    | 14               | 02x05                     | Zeichen der Gewalt       | Il segno della violenza            | 4 maggio 1975     | 5 ottobre 1983   | 1975            |
| 9                    | 5                | 02x06                     | Paddenberg               | Fiori di campo                     | 1º giugno 1975    | 28 ottobre 1983  | 1974            |
| 10                   | 9                | 02x07                     | Hoffmanns Höllenfahrt    | Mi ha sempre chiamato zio Hoffmann | 29 giugno 1975    | 27 ottobre 1983  | 1974            |
| 11                   | 3                | 02x08                     | Pfandhaus                | Quattro colpi dietro la porta      | 27 luglio 1975    | 17 maggio 1984   | 1974            |
| 12                   | 16               | 02x09                     | Ein Koffer aus Salzburg  | Una valigia da Salisburgo          | 24 agosto 1975    | 7 dicembre 1981  | 1975            |
| 13                   | 17               | 02x10                     | Kamillas junger Freund   | Il giovane amico di Camilla        | 21 settembre 1975 | 11 novembre 1983 | 1975            |
| 14                   | 13               | 02x11                     | Der Tag nach dem Mord    | Due testimoni per Horst            | 19 ottobre 1975   | 10 novembre 1983 | 1974            |
| 15                   | 20               | 02x12                     | Alarm auf Revier 12      | Allarme al 12º distretto           | 14 dicembre 1975  | 19 giugno 1980   | 1975            |

## Pullman di mezzanotte
- Titolo originale: Mitternachtsbus
- Diretto da: Theodor Grädler
- Scritto da: Herbert Reinecker
- Interpreti:[1] Horst Tappert - Stephan Derrick, Fritz Wepper - Harry Klein, Werner Kreindl - Oskar Holler, Harthmut Becker - Erich Holler, Christiane Schröder - Helga Landau, Bruni Löbel - signora Jahn, Rudolf Platte - Signor Wollweber, Lambert Hamel - Bruno Wollweber, Hans Quest - Heißmann, Fritz Schmiedel - signor Berger, Horst Sachtleben - Assmann

### Trama
Helga Landau, cameriera in una piccola osteria di paese di proprietà di Oskar Holler, rientra una sera da Monaco con l'ultimo autobus della giornata, quello di mezzanotte. Dal suo medico ha appreso di essere incinta e vuole dare la notizia al suo giovane amico, Erich Holler, figlio dell'oste presso il quale lavora. Tra i due giovani nasce un'accesa discussione perché Erich non vuole sposare Helga e, anzi, cerca di comprare il silenzio della ragazza. La mattina seguente il corpo senza vita di Helga viene ripescato in uno stagno profondo appena mezzo metro. Quando Bruno Wollweber, un giovane disabile mentale, vede Helga morta sembra impazzire e corre in chiesa urlando, rivolgendosi al Signore, di farla tornare viva. Bruno, che è figlio di un piccolo coltivatore diretto alcolizzato, solitamente aspettava Helga alla fermata della corriera e si offriva di portarle la valigia.

## L'ultima corsa da Monaco
- Titolo originale: Tod am Bahngleis (traduzione: "Morte sui binari della ferrovia"; titolo alternativo: Portrait eines Mörders[2], ovvero: "Ritratto di un assassino")
- Diretto da: Alfred Weidenmann
- Scritto da: Herbert Reinecker
- Interpreti:[2][3][4] Horst Tappert - Stephan Derrick, Fritz Wepper - Harry Klein, Günther Stoll - Schröder, Peter Kuiper - Hugo Hase, Günter Strack - signor Greiser, Mascha Gonska - Hannelore Greiser, Arthur Brauss - signor Hamann, Franz Morak - signor Korkes, Ulli Kinalzik - signor Lumann, Rinaldo Talamonti - Emilio, Gerhard Lippert - signor Heller, Christine Buchegger - Maria Heller, Erica Schramm - signora Hase, Claudia Rieschel - Marianne Docke, Wolfgang Spier, Hans Hermann Schaufuß, Hermann Lenschau

### Trama
Lungo la ferrovia metropolitana, la S1, tra Monaco e Ottobrunn la polizia rinviene il cadavere di Maria Heller, una giovane donna. Si tratta della terza vittima in poche settimane. Le modalità dell'assassinio sono simili, le vittime sono giovani donne, strangolate, con la camicia appena strappata, e il corpo lasciato lungo i binari. Secondo la perizia psichiatrica si tratta di un uomo che ha avuto problemi relazionali con la madre. Stephan Derrick e Harry Klein sospettano che l'assassino agisca sempre quando parte l'ultima corsa serale da Monaco. Infatti alcune donne riferiscono di essere state avvicinate da un uomo corpulento, ben vestito, con mani callose, che inizialmente si mostrava gentile ma poi cambiava tono di voce. Le indagini conducono ai margini della linea ferroviaria dove si trova un cantiere di operai che da qualche tempo lavorano alla sistemazione dei binari.

## Il nostro amico Rohn
- Titolo originale: Nur Aufregungen für Rohn
- Diretto da: Wolfgang Becker
- Scritto da: Herbert Reinecker
- Interpreti:[5][6] Horst Tappert - Stephan Derrick, Fritz Wepper - Harry Klein, Thomas Fritsch - Harald Rohn, Helmut Käutner - Paul Seibach, Gustl Halenke - Lena Seibach, Thomas Astan - Eugen Seibach, Michael Ande - Richard Kern, Peter Böhlke - signor Kagenbauer, Jutta Kammann - commessa, Peter Capell - Dottor Bonsmann, Frauke Sinjen - assistente di studio medico

### Trama
Da un anno l'anziano Paul Seibach lavora come portavalori per un supermercato. Una sera, verso le sei e mezza, ad attenderlo all'uscita si presenta un malvivente mascherato che, dopo averlo rapinato, riesce a dileguarsi. Di ritorno a casa, Seibach si presenta sulla porta del suo vicino di appartamento, Harald Rohn, uno studente universitario che sta preparando la tesi in economia sociale, asserendo di averlo riconosciuto quale autore della rapina. Seibach aveva trovato per terra una penna di colore verde, che era servita per segnare i punti nella partita a ska la sera precedente insieme proprio a Rohn e ai figli. Quindi Seibach viene strangolato e il suo cadavere trovato a pochi metri dal portone del condominio, è stato strangolato. Seibach era vedovo con due figli, Lena ed Eugen. I due figli stavano aspettando Seibach di ritorno dalla polizia per denunciare la rapina. Derrick crede che il delitto sia avvenuto in un luogo diverso e il cadavere sia stato trasportato appena fuori del portone della palazzina dove vivono i Seibach.

## Madera
- Titolo originale: Madeira
- Diretto da: Theodor Grädler
- Scritto da: Herbert Reinecker
- Interpreti:[7] Horst Tappert - Stephan Derrick, Fritz Wepper - Harry Klein, Curd Jürgens - Paul Bubach, Susanne Uhlen - Kläre Henkel, Elfriede Kuzmany - Agnes Domberg, Inge Birkmann - Linda Peters, Werner Pochath - Gerd Werth, Paula Denk - signora Werth, Hans Pössenbacher - signor Salbach

### Trama
I coniugi Werth denunciano la scomparsa della loro vicina di casa, Agnes Domberg, un'anziana signora nubile che stava per trasferirsi definitivamente a Madera insieme a un misterioso compagno. Si tratta della terza donna scomparsa nel giro di tre settimane. Derrick, convinto che la Domberg sia stata uccisa come le altre, vuole mettere le mani sull'assassino. L'ispettore, cercando di ricostruire le abitudini della signora, si reca alla caffetteria Mozart dove prende un caffè e un dolce insieme ad Harry. Qui i due incontrano casualmente Paul Bubach, il quale ammette di aver conosciuto la signora Domberg. Bubach, un affascinante signore di mezza età, conosce donne di qualche anno più anziane e le induce a prelevare tutto il denaro in banca per trasferirsi con lui sull'isola di Madera dove trascorrere una seconda giovinezza. L'ispettore Derrick trova che questa storia presenti un punto poco chiaro: nessuna delle donne che Bubach ha sedotto è mai arrivata a Madera, anzi, tutte sono scomparse senza lasciare traccia. Kläre, la nipote di Bubach, non riesce ad immaginare che l'amato zio possa essere un assassino.

## Il segno della violenza
- Titolo originale: Zeichen der Gewalt
- Diretto da: Theodor Grädler
- Scritto da: Herbert Reinecker
- Interpreti:[8] Horst Tappert - Stephan Derrick, Fritz Wepper - Harry Klein, Willy Schäfer - Willy Berger, Joachim Bißmeier - Dottor Manfred Rieger, Gaby Dohm - Herta Rieger, Raimund Harmstorf - Günter Hausmann, Sybil Danning - Irina Hausmann, Jan Hendriks - Dreyer, Franz Morak - Pinas, Rudolf Schündler - Max Tolpe, Eric Pohlmann - Palm, Hilde Volk - signora Groscher, Fritz Straßner - signor Pleitgen

### Trama
L'avvocato Manfred Rieger è chiamato al telefono in ufficio. Dall'altra parte ci sono dei malviventi che hanno preso in ostaggio la moglie Herta e costringono Rieger a consegnare una pistola a Günter Hausmann, un pericoloso detenuto, affinché possa facilmente evadere. Inoltre il misterioso telefonista avverte Rieger che, se si rifiutasse, la moglie verrà uccisa se non verrà portata a compimento la richiesta. L'avvocato acconsente ma, prima di recapitare l'arma, provvede a svuotarne il caricatore. Sfortunatamente Rieger non scarica tutte le pallottole e ne lascia una sul caricatore. Hausmann riesce a scappare e uccide Pleitgen, una guardia carceraria. Rieger si sente in colpa per la morte di Pleitgen, poiché lo conosceva bene, e si suicida qualche giorno dopo. Rieger era l'avvocato di Hausmann, che era in prigione per omicidio durante una lite, Hausmann ha una moglie, Irina, spogliarellista in un locale notturno, e una figlia di nome Agathe.

## Fiori di campo
- Titolo originale: Paddenberg
- Diretto da: Franz Peter Wirth
- Scritto da: Herbert Reinecker
- Interpreti:[9][10] Horst Tappert - Stephan Derrick, Fritz Wepper - Harry Klein, Peter Pasetti - Oswald Paddenberg, Anaid Iplicjian - Irene Hofer, Heinz Bennent - Roberto Hofer, Ernst Jacobi - Gottfried Ehring, Edith Schultze-Westrum - signor Hofer, Karin Heske - domestica, Erica Thomsen - signor Paddenberg

### Trama
Robert Hofer, un decoratore di mobili, vede casualmente un uomo in cui riconosce un vecchio compagno d'armi di nome Alfons Goldinger, conosciuto nel campo di concentramento di Bad Aibling nel 1946. L'uomo, invece, afferma di chiamarsi Oswald Paddenberg. Poco tempo dopo la polizia ritrova il cadavere di Robert Hofer nel Forstenrieder Wald, un bosco alla periferia di Monaco. Hofer era sposato con Irene. Gottfried Ehrling, un collega di Hofewr, dice a Derrick e Klein che Irene voleva il divorzio da Robert perché si lamentava della poca ambizione del marito a migliorarsi. Dopo la morte del marito Irene contatta Paddenberg, che è un ricco industriale attivo nel ramo tessile.

## Mi ha sempre chiamato zio Hoffmann
- Titolo originale: Hoffmanns Höllenfahrt
- Diretto da: Theodor Grädler
- Scritto da: Herbert Reinecker
- Interpreti:[11][12] Horst Tappert - Stephan Derrick, Fritz Wepper - Harry Klein, Willy Schäfer - signor Schutz, Klaus Löwitsch - Richard Hoffmann, Judy Winter - Inge Hoffmann, Herbert Mensching - signor Röhrig, Margot Rupp - signora Röhrig, Ingrid Steeger - Anneliese Röhrig, Katharina Seyferth - Lisabeth Hoffmann, Pierre Franckh - Erich Hoffmann, Bruno Hübner - Josef Horkel, Doris Arden - Gerda Röhrig

### Trama
In una sera di primavera la giovane Annelise Röhrig sta tornando a casa in bicicletta dopo aver partecipato ad una festa che si è tenuta nel villaggio di Altkirchen. Lungo la strada, la ragazza in bicicletta viene superata dall'auto, una giardinetta, condotta da Richard Hoffmann, un vicino di casa ed amico di famiglia, che di professione è un commerciante di televisori. Il signor Hoffmann si offre di accompagnar Anneliese a casa. La bicicletta viene caricata nel bagagliaio. Annelise, visibilmente ubriaca, chiede ad Hofmann di fermarsi. La ragazza si avvicina a uno stagno, si toglie la maglia e i pantaloni e resta seminuda ed inizia a bagnarsi il corpo. Inizia a sedurre il signor Hofmann, i due hanno un rapporto intimo. All'improvviso la ragazza si ritira e accusa Hoffmann. Nel frattempo arriva un pullmino e Anneliese inizia ad urlare. Hoffmann cerca di tapparle la bocca. La ragazza viene involontariamente soffocata. La mattina seguente il corpo di Anneliese viene ritrovato in una discarica.

## Quattro colpi dietro la porta
- Titolo originale: Pfandhaus
- Diretto da: Dietrich Haugk
- Scritto da: Herbert Reinecker
- Interpreti:[13][14] Horst Tappert - Stephan Derrick, Fritz Wepper - Harry Klein, Max Mairich - Gustl Karruska, Doris Kunstmann - Ursula Mangold, Klaus Maria Brandauer - Erich Forster, Gusti Wolf - signora Thieme, Dirk Dautzenberg - Albert Schröder, Johanna von Koczian - Renate Konrad, Robert Meyer - Ingo Behr, Jane Tilden - signora Bänker, William Ray - Killy, Doris Arden - Helga Löhr

### Trama
Gustl Karusska, ricco e anziano gestore di un banco di pegni di Monaco, ha alle spalle un matrimonio fallito e non ha figli. Da circa un anno ha un rapporto sentimentale con la giovane e bella Ursula Mangold, però ha il dubbio che la sua giovane amante, nonché sua dipendente, lo tradisca. Benché i suoi collaboratori gli dicano continuamente di mollare la donna, Karusska decide così di indagare e scopre che effettivamente la donna s'incontra da tempo con un suo coetaneo, un avvenente disoccupato, Erich Forster che aveva conosciuto qualche tempo prima, in quanto il giovane aveva impegnato alcuni beni proprio presso il banco dei pegni di Karusska. L'anziano benestante, accecato dal tradimento e dalla gelosia, dopo aver scoperto l'indirizzo del rivale, si reca presso la sua casa, non prima d'avergli telefonato per scongiurarlo inutilmente di lasciargli la ragazza. Decide così di farla finita e, munito di pistola, regolarmente registrata data la professione, suona all'uscio del rivale, ma ad aprire non si reca Forster, tempestivamente avvertito da Ursula che aveva compreso cosa stava per accadere. Dunque ad avvicinarsi all'uscio è Hans Kleiber, il coinquilino di Forster, che viene crivellato con quattro colpi di pistola. Kleiber, che aveva ventisette anni, lavorava come barista al malfamato night-club Marilù ed aveva precedenti per furto e spaccio. Dopo la morte di Hans Kleiber, Forster si insedia nella villa di Karusska.

## Una valigia da Salisburgo
- Titolo originale: Ein Koffer aus Salzburg
- Diretto da: Alfred Weidenmann
- Scritto da: Herbert Reinecker
- Interpreti:[15][16] Horst Tappert - Stephan Derrick, Fritz Wepper - Harry Klein, Willy Schäfer - Willy Berger, Ralf Schermuly - Gustav Sharwedder, Max Eckard - Karl Hinz, Jacques Breuer - Richard Hinz, Eva Brumby - Klare Hinz, Liane Hielscher - Hilde Brand, Katrin Grimm - Inge Pachla, Traugott Buhre - Korschow, Friedrich Joloff - Schepka, Günther Stoll - Schröder, Gerhard Borman - detective Echterding, Paul Neuhaus - detective Schäfer, Kurt Jaggberg - Ispettore distrettuale Wirz, Thomas Braut - Hacker, Rosl Mayr - signora Schmerlzer, Konrad Georg - Rolfs, Wolfried Lier - Heiderer

### Trama
Lungo i binari di servizio della stazione di Monaco viene uccisa Klare Hinz, che si occupava delle pulizie sui treni. Hilde Brand, amica della signora Hinz, racconta a Derrick di averle procurato il lavoro di addetta alle pulizie in stazione. Hilde voleva fortemente quel lavoro perché il marito Karl è da tempo disoccupato. Hilde lascia un figlio, Richard, che si precipita immediatamente alla stazione chiedendo a Derrick se il colpevole è stato trovato. Alcuni testimoni raccontano alla polizia di aver visto fuggire dal luogo del delitto un giovane che aveva con sé una grossa valigia. Stephan Derrick e Harry Klein iniziano a setacciare il quartiere intorno alla stazione ma, quando sono sul punto di fermare l'assassino, questi riesce a dileguarsi fuggendo dal retro di una birreria. Schröder e Berger riescono a trovare la valigia dentro il bagagliaio di una macchina intestata Gustav Sharwedder, che risiede in Leopold Straße, nel quartiere di Schwabing. Derrick non vuole fermare subito Scharwedder e, con l'aiuto dei colleghi della dogana, inizia ad indagare nel giro dei contrabbandieri che trafficano sostanze stupefacenti tra Austria e Germania.

## Il giovane amico di Camilla
- Titolo originale: Kamillas junger Freund
- Diretto da: Alfred Vohrer
- Scritto da: Herbert Reinecker
- Interpreti:[17] Horst Tappert - Stephan Derrick, Fritz Wepper - Harry Klein, Willy Schäfer - Willy Berger, Luitgard Im - Kamilla Kessler, Siegfried Wischnewski - signor Kessler, Harry Meyen - Dottor Hauffe, Kerstin De Ahna - signora Hauffe, Karl Walter Diess - signor Bocke, Hans Georg Panczak - signor Helm, Gerd Bockmann - signor Kaub, Kate Jaenicke - Martha, Günther Stoll - Schröder, Achim Strietzel - fotografo della polizia, Bruno Dallansky - signor Veith, Mascha Gonska - Marlies, Wener Schitzer - Hinkmann, Hans Baur - Weiler, Ilse Pagé - Gaby

### Trama
Rientrato a casa, il signor Kessler, un imprenditore, non trova la moglie Camilla, invece lo aspetta un malvivente che lo minaccia con una pistola e pretende 50 000 marchi. Mentre Kessler sta firmando l'assegno a favore del bandito, entra in stanza Martha, la governante della famiglia Kessler, che viene uccisa con un colpo di pistola. Quindi il bandito si dà alla fuga. I colpevoli erano a conoscenza dei movimenti di Kessler, sapevano che pranza a casa e non in mensa, che vive con la governante e la moglie Camilla e che il libretto degli assegni è nella scrivania. Solo la governante Martha, che non aveva parenti, e la moglie sapevano dov'era il libretto degli assegni. Quel giorno Camilla era a pranzo con un conoscente, di cui non vuole fare il nome, al ristorante Cher Robert. Con la stessa tattica usata con Kessler il Dottor Hauffe viene costretto a farsi firmare un assegno di trentamila marchi, poiché i rapinatori sapevano dove teneva il libretto di assegni.

## Due testimoni per Horst
- Titolo originale: Der Tag nach dem Mord
- Diretto da: Helmuth Ashley
- Scritto da: Herbert Reinecker
- Interpreti:[18][19] Horst Tappert - Stephan Derrick, Fritz Wepper - Harry Klein, Oliver Grimm - Horst Wegmann, Anita Lochner - Andrea Königer, Alexander Kerst - signor Wegmann, Krista Keller - signora Wegmann, Günter Mack - signor Königer, Angela Hillebrecht - signora Königer, Renzo Martini - Mario Mafaldi, Paolo Pancino - Enrico Cuoni, Gustl Weishappel - signor Schulz, Rinaldo Talamonti, Inge Schulz

### Trama
Horst Wegmann, studente di liceo, è convinto che la sua fidanzata Andrea lo tradisca e decide, quindi, di pedinarla scoprendo così che la ragazza si incontra con il suo migliore amico, Mario Mafaldi, al quale Horst chiede spiegazioni. Poco dopo, davanti al "Pinocchio", un locale frequentato soprattutto da italiani, viene ritrovato il cadavere di un uomo abbandonato in un'auto, che presenta una ferita mortale sul collo. Inizialmente sembra una coltellata, ma l'esame autoptico rileva che si tratta di un colpo di un cacciavite. Stephan Derrick inizialmente pensa che il delitto sia la tragica conclusione di una rissa. Successivamente Derrick e Klein parlano con Anita e i suoi genitori. Il padre della ragazza afferma di aver visto l'auto di Horst nelle vicinanze della loro casa al momento del delitto. Quindi Derrick e Klein iniziano ad interrogare Horst, però i genitori, che sono divorziati, danno al ragazzo un alibi.

### Colonna sonora
- Marcella Bella, Nessuno mai

## Allarme al 12º distretto
- Titolo originale: Alarm auf Revier 12
- Diretto da: Zbyněk Brynych
- Scritto da: Herbert Reinecker
- Interpreti:[20][21] Horst Tappert - Stephan Derrick, Fritz Wepper - Harry Klein, Gert Haucke - signor Ross, Rosemarie Fendel - signora Ross, Mascha Gonska - Lona Ross, Nikolaus Paryla - signor Haller, Günther Stoll - Schröder, Gerhard Borman - detective Echterding, Carl Möhner - ispettore Mathhes, Walter Sedlmayr - Koch, Heinz Werner Kraehkamp - Krosske, Kurt Zips - Schlack, Jan Groth - Weber, Peter Chatel - signor Fleischmann, Gerhart Lippert - signor Wichmann, Heini Göbel

### Trama
La polizia è impegnata a dare la caccia ad una banda che da qualche mese svaligia lussuose ville di Monaco con estrema abilità. Il loro punto di forza pare essere la capacità di neutralizzare i sistemi d'allarme, anche i più sofisticati. Matthes, uno degli ispettori della squadra antifurti, riceve la telefonata da un uomo che dice che è stata progettata una rapina. In quel momento viene ucciso con tre colpi di pistola. Il corpo viene ritrovato all'interno di una cabina telefonica sulla Stallmeyer Straße. La vittima era Christopher Haller, un tipografo che era fidanzato con Lona Ross, figlia di Albert Ross. Ross, una vecchia conoscenza di Derrick, è stato appena rilasciato dopo otto anni passati alla prigione di Stadelheim .

### Colonna sonora
- Vicky Leandros, Theo, wir fahr'n nach Lodz